# Östra Eneby socken
Östra Eneby socken i Östergötland ingick i Bråbo härad, och uppgick 1916 i Norrköpings stad och området är sedan 1971 en del av Norrköpings kommun i Östergötlands län, från 2016 inom Östra Eneby distrikt och Svärtinge distrikt.
Socknens areal är 79,00 kvadratkilometer, varav 57,60 land. År 1955 fanns här 22 803 invånare. Sockenkyrkan Östra Eneby kyrka ligger i denna socken. 

## Administrativ historik
Östra Eneby socken har medeltida ursprung med namnet Eneby socken som senast 1760 ändrades till det nuvarande. 
År 1942 överfördes del av utjorden Skälstad Nr. 1 från Östra Eneby till Kvillinge socken.
Vid kommunreformen 1862 övergick socknens ansvar för de kyrkliga frågorna till Östra Eneby församling och för de borgerliga frågorna till Östra Eneby landskommun. Landskommunen inkorporerades 1916 i Norrköpings stad och ingår sedan 1971 i Norrköpings kommun. Ur församlingen utbröts 1995 Svärtinge församling och församlingen uppgick 2010 i Kolmårdens församling.
1 januari 2016 inrättades distrikten Östra Eneby och Svärtinge, med samma omfattning som motsvarande församlingar hade 1999/2000 och fick 1995, och vari detta sockenområde ingår.
Socknen har tillhört samma fögderier och domsagor som Bråbo härad. De indelta soldaterna tillhörde  Första livgrenadjärregementet och Andra livgrenadjärregementet.

## Geografi
Östra Eneby socken ligger i nordvästra delen av Norrköping med Glan och Motala ström i söder. Socknen är en odlad slättbygd med skogsbygd i norr.
Tidigt fick man spårvagnsförbindelse till Östra Eneby och ännu i dag vänder linje 2 vid församlingskyrkan från 1100-talet. Kring den välbevarade tidigmedeltida kyrkan med muralmålningar finns äldre skolbyggnader samt tvenne 1800-tals manbyggnader - prästgården och Eneby Norrgård.
I Östra Eneby finns även Eneby centrum och en skola som sträcker sig till och med högstadiet, vid namn Enebyskolan. 

## Fornlämningar

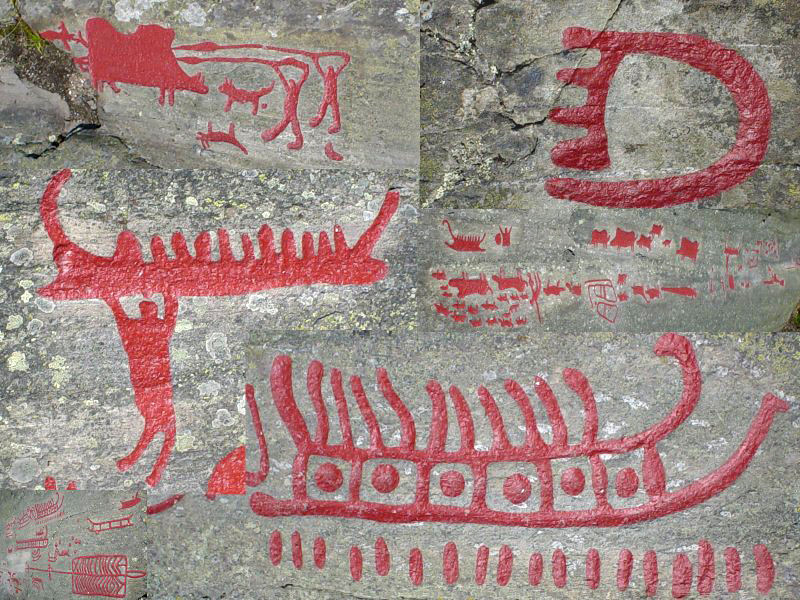
Hällristning vid Himmelstalund

Kända från socknen är cirka 150 hällristningar från bronsåldern mest kända de vid Himmelstalund. Omkring 20 gravfält från järnåldern finns här också, liksom Ringholms medeltida borgruin på en holme i Motala ström. förutom lösfynd en fornborg från järnåldern.

## Namnet
Namnet (1331 Eneby) kommer från en gård. Förleden är ene, 'enbestånd'. Efterleden är by, 'gårdM by'.

### Fotnoter
1. 1 2 3  Svensk Uppslagsbok andra upplagan 1947–1955: Östra+Eneby socken
2. ↑  Harlén, Hans; Harlén Eivy (2003). Sverige från A till Ö: geografisk-historisk uppslagsbok. Stockholm: Kommentus. Libris 9337075. ISBN 91-7345-139-8
3. ↑  ”Församlingar”. Statistiska centralbyrån. https://www.scb.se/hitta-statistik/regional-statistik-och-kartor/regionala-indelningar/forsamlingar/. Läst 30 december 2022.
4. ↑  Eneby&Typ=Alla&DatumFran=&DatumTill= Administrativ historik för Östra Eneby socken (Klicka på församlingsposten). Källa: Nationella arkivdatabasen, Riksarkivet.
5. 1 2  Sjögren, Otto (1931). Sverige geografisk beskrivning del 2 Östergötlands, Jönköpings, Kronobergs, Kalmar och Gotlands län. Stockholm: Wahlström & Widstrand. Libris 9939
6. 1 2  Nationalencyklopedin
7. ↑  Fornlämningar, Statens historiska museum: Östra Eneby socken
8. ↑  Fornminnesregistret, Riksantikvarieämbetet: Östra Eneby socken Fornminnen i socknen erhålls på kartan genom att skriva in sockennamn (utan "socken") i "Ange geografiskt område"
9. ↑  Mats Wahlberg, red (2003). Svenskt ortnamnslexikon. Uppsala: Institutet för språk och folkminnen. Libris 8998039. ISBN 91-7229-020-X. https://isof.diva-portal.org/smash/get/diva2:1175717/FULLTEXT02.pdf